# 萊克莫霍克 (新澤西州)
萊克莫霍克（英語：Lake Mohawk）是位於美國新澤西州蘇塞克斯縣的普查規定居民點。

## 人口
根據2020年美國人口普查的數據，萊克莫霍克的面積為16.03平方千米，當中陸地面積為13.00平方千米，而水域面積為3.03平方千米。當地共有人口9759人，而人口密度為每平方千米608.8人。